# Johann Erich Ostermann
Johann Erich Ostermann auch: Johann Ehrenreich Ostermann (* 26. Juni 1611 in Zörbig; † 10. August 1668 in Wittenberg) war ein deutscher Gräzist.

## Leben
Ostermann war der Sohn des kurfürstlichen Steuereinnehmers Lucas Ostermann und dessen Frau Margaretha Tomitsch. Er hatte österreichische steyrische Wurzeln. Sein Vater hatte den evangelischen Glauben angenommen und zog nach Deutschland. Die Grundlagen seiner Ausbildung hatte er an der Schule seiner Heimatstadt erhalten. Er besuchte ab 1621 die Schule in Köthen, wo er von Martin Trost eine umfangreiche Ausbildung in der syrischen Sprache, der hebräischen Poesie und griechischer Rhetorik erhielt. Am 14. März 1626 immatrikulierte er sich als kurfürstlicher Stipendiat an der Universität Wittenberg. Hier besuchte er die philologischen Vorlesungen von Erasmus Schmidt, August Buchner und seines einstigen Lehrers Trost. Aber auch die Vorlesungen von Johannes Scharff zur Logik sowie Metaphysik und zur Rhetorik bei Michael Reichard.
Am 16. März 1630 erwarb er den akademischen Grad eines Magisters der Philosophie und hielt anschließend Privatvorlesungen in Wittenberg. Nachdem er am 18. Oktober 1633 zum Adjunkten der philosophischen Fakultät ernannt worden war, übernahm er am 22. November 1637 die Professur der griechischen Sprache. 1661 wurde er Ephorus der kurfürstlichen Stipendiaten in Wittenberg. Zudem beteiligte er sich auch an den organisatorischen Aufgaben der Wittenberger Hochschule. So war er mehrfach Dekan der philosophischen Fakultät und in den Sommersemestern 1644 sowie 1662 Rektor der Alma Mater.
Ostermann hatte zu seiner Zeit eine hohe Anerkennung besessen. Als Autor hat er sich allerdings nur auf akademischen Pfaden bewegt. Seine Abhandlungen und Reden beschäftigen sich häufig mit geschichtlichen, philologischen und textgeschichtlichen Themen des neuen Testaments. Er setzte sich mit der hebräischen Interpunktion, den Menschenopfern bei den Griechen, den Heiden, dem altrömischen Gastmahl, dem Geldwesen der alten Griechen, dem griechischen Uradel und den griechischen Beratungsgremien in der Antike auseinander. Auch ist er als Dichter lateinischer Sprache in Erscheinung getreten. Jedoch konnte er keine nachhaltigen Werke verfassen, so dass sein Name heute schon weitgehend in Vergessenheit geraten ist. Nach seinem Tod wurde ihm zu Ehren an der Hofmauer der Wittenberger Schlosskirche ein Epitaph errichtet. Seine Witwe stiftete 1697 200 Taler für ein Stipendium armer philosophischer Professoren-, Diakonen- und Schullehrerwitwen.

## Familie
Ostermann war zwei Mal verheiratet.
Seine erste Ehe schloss er am 13. September 1638 in Wittenberg mit Magdalena Tuchscherer (* 3. Juli 1602 in Meißen; † 13. Oktober 1647 in Wittenberg), die Witwe des Wittenberger Professors Erasmus Schmidt. In der neun Jahre währenden Ehe wurde die Tochter Anna Margaretha Ostermann geboren, welche jedoch schon jung verstarb.
Seine zweite Ehe ging er 1649 mit Anna Maria Strauß (* Februar 1630; † 1698), die Tochter des Dr. jur. und Amtschössers Benedikt Strauß ein. Aus dieser Ehe stammen die Söhne Johann Benedikt Ostermann, Johann Erich (Ehrenreich) Ostermann und Johann Lucas Ostermann, sowie die Töchter Anna Dorothea Ostermann und Anna Maria Ostermann.

## Schriften
- (Als Respondent) De mutatione punctorum Ebraeorum generali Fundamenta Quatuor Explicata. Röhner, Wittenberg 1633. (Digitalisat)
- Quaestionum graecarum pentas. (Resp. Michael Wendeler) Röhner, Wittenberg 1634. (Digitalisat)
- De erroribus autorum latinorum. (Resp. Elias Maior) Wendt, Wittenberg 1648. (Digitalisat)
- De veterum Romanonorum convivandi ritibus. (Resp. Esaias Ansorge) Wittenberg 1648. (Digitalisat)
- Positiones philologicae, graecum Novi Testmenti contextum concernentes. Wittenberg 1649, 3. Bände.
- De consultationibus veterum. 1649 (auch In: Crenii Thesauro libror. Philology. Leiden 1700, S. 410–428).
- Commentatio De Communi Christianorum Precatione. Meisel, Wittenberg 1650. (Digitalisat)
- Diss. in Plutarchi M. Tullium Ciceronenem. Wittenberg 1657.
- Theses philologicae. Wittenberg 1660.
- Dissertationem Philologicam De Astrolatria. (Resp. Johann Georg Schwabe) Henckel, Wittenberg 1663. (Digitalisat)